# Tim Schenken
Timothy Theodore „Tim“ Schenken OAM (* 26. September 1943 in Sydney, New South Wales) ist ein ehemaliger australischer Automobilrennfahrer. Nachdem er 1968 die Britische Formel-3-Meisterschaft gewonnen hatte, startete er von 1970 bis 1974 insgesamt 34 Mal in der Formel 1.

## Karriere

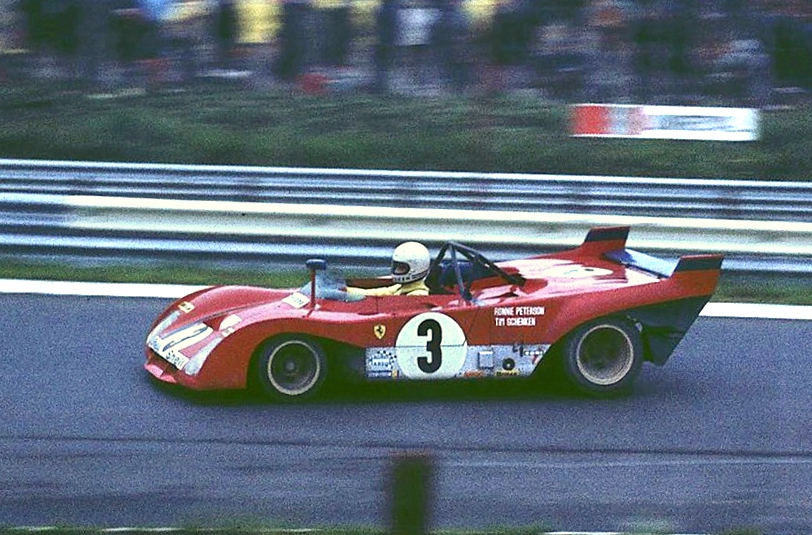
Tim Schenken im Ferrari 312PB 1972 beim 1000-km-Rennen auf dem Nürburgring

Schenken begann seine Formel-1-Karriere 1970 bei Frank Williams Racing Cars, das einen De Tomaso 505 einsetzte und kurz zuvor den Stammfahrer Piers Courage bei einem tödlichen Unfall verloren hatte. Im folgenden Jahr war er einer der beiden Stammfahrer des Brabham-Teams, das zu dieser Zeit von Ron Tauranac geleitet wurde. Beim Großen Preis von Österreich kam Schenken als Dritter ins Ziel; das war sein bestes Ergebnis in der Formel 1. Nachdem Tauranac das Brabham-Team mit Ablauf der Saison 1971 an Bernie Ecclestone verkauft hatte, verlor Schenken sein Cockpit. Er wechselte für die Weltmeisterschaft 1972 zu Surtees, mit dem er beim Saisonauftakt in Argentinien Fünfter wurde, im Übrigen aber keine weiteren Weltmeisterschaftspunkte einfuhr. 1973 war Schenken nicht in der Formel 1 vertreten. In der Saison 1974 kehrte er mit dem schwach finanzierten Team Trojan Tauranac Racing in die Formel 1 zurück, an dem wiederum Ron Tauranac beteiligt war. Die Mittel des Rennstalls reichten nur für acht Große Preise; danach stellte es den Betrieb ein. Für das letzte Rennen 1974 erhielt Schenken ein Cockpit im Werksteam von Lotus; danach gab es keine weiteren Formel-1-Einsätze mehr.
Neben der Formel 1 fuhr Schenken Sportwagenrennen und gewann 1972 zusammen mit Ronnie Peterson das 1000-km-Rennen auf dem Nürburgring für Ferrari.
Für seine Verdienste im Motorrennsport wurde er 2016 mit der Medaille des Order of Australia ausgezeichnet.

## Tiga Race Cars
1974 gründete Schenken gemeinsam mit dem ehemaligen neuseeländischen Formel-1-Fahrer Howden Ganley das bis 1989 bestehende britische Motorsportteam Tiga Race Cars. Jahrelang war er Renndirektor für die australische V8 Supercars Championship Series und den Großen Preis von Australien.

## Statistik

### Statistik in der Automobil-Weltmeisterschaft

#### Einzelergebnisse
| Saison | 1   | 2  | 3   | 4   | 5   | 6   | 7   | 8   | 9   | 10  | 11  | 12  | 13 | 14  | 15 |
| ------ | --- | -- | --- | --- | --- | --- | --- | --- | --- | --- | --- | --- | -- | --- | -- |
| 1970   |     |    |     |     |     |     |     |     |     |     |     |     |    |     |    |
|        |     |    |     |     |     | DNS |     | DNF | DNF | NC  | DNF |     |    |     |    |
| 1971   |     |    |     |     |     |     |     |     |     |     |     |     |    |     |    |
|        | 9   | 10 | DNF | 12  | 12  | 6   | 3   | 9   | 17  | 15  |     |     |    |     |    |
| 1972   |     |    |     |     |     |     |     |     |     |     |     |     |    |     |    |
| 5      | DNF | 8  | DNF | DNF | 17  | DNF | 14  | 11  | DNF | 7   | DNF |     |    |     |    |
| 1973   |     |    |     |     |     |     |     |     |     |     |     |     |    |     |    |
|        |     |    |     |     |     |     |     |     |     |     |     |     | 14 |     |    |
| 1974   |     |    |     |     |     |     |     |     |     |     |     |     |    |     |    |
|        |     |    | 14  | 10  | DNF |     | DNQ |     | DNF | DNQ | 10  | DNF |    | DSQ |    |

### Le-Mans-Ergebnisse
| Jahr | Team              | Fahrzeug            | Teamkollege      | Teamkollege | Platzierung | Ausfallgrund    |
| ---- | ----------------- | ------------------- | ---------------- | ----------- | ----------- | --------------- |
| 1973 | SpA Ferrari SEFAC | Ferrari 312PB       | Carlos Reutemann |             | Ausfall     | Motorschaden    |
| 1975 | Gelo Racing Team  | Porsche Carrera RSR | Howden Ganley    |             | Ausfall     | Getriebeschaden |
| 1976 | Gelo Racing Team  | Porsche 934         | Toine Hezemans   |             | Rang 16     |                 |
| 1977 | Gelo Racing Team  | Porsche 935         | Toine Hezemans   | Hans Heyer  | Ausfall     | Benzinpumpe     |

### Sebring-Ergebnisse
| Jahr | Team    | Fahrzeug      | Teamkollege     | Platzierung | Ausfallgrund |
| ---- | ------- | ------------- | --------------- | ----------- | ------------ |
| 1972 | Ferrari | Ferrari 312PB | Ronnie Peterson | Rang 2      |              |

### Einzelergebnisse in der Sportwagen-Weltmeisterschaft
| Saison | Team                  | Rennwagen                    | 1   | 2   | 3   | 4   | 5   | 6   | 7   | 8   | 9   | 10  | 11  | 12  | 13  | 14  | 15  | 16  | 17  |
| ------ | --------------------- | ---------------------------- | --- | --- | --- | --- | --- | --- | --- | --- | --- | --- | --- | --- | --- | --- | --- | --- | --- |
| 1968   | John Raeburn Andy Cox | Ford GT40                    | DAY | SEB | BRH | MON | TAR | NÜR | SPA | WAT | ZEL | LEM |     |     |     |     |     |     |     |
| 1968   | John Raeburn Andy Cox | Ford GT40                    |     |     |     | DNF |     |     | DNF |     |     |     |     |     |     |     |     |     |     |
| 1972   | Ferrari               | Ferrari 312PB                | BUA | DAY | SEB | BRH | MON | SPA | TAR | NÜR | LEM | ZEL | WAT |     |     |     |     |     |     |
| 1972   | Ferrari               | Ferrari 312PB                | 1   | 2   | 2   | 2   | 3   | DNF |     | 1   |     | 3   | 2   |     |     |     |     |     |     |
| 1973   | Scuderia Ferrari      | Ferrari 312PB                | DAY | VAL | DIJ | MON | SPA | TAR | NÜR | LEM | ZEL | WAT |     |     |     |     |     |     |     |
| 1973   | Scuderia Ferrari      | Ferrari 312PB                |     | 2   |     | 2   |     |     |     | DNF |     | DNF |     |     |     |     |     |     |     |
| 1974   | Gelo Racing           | Porsche Carrera RSR          | MON | SPA | NÜR | IMO | LEM | ZEL | WAT | LEC | BRH | KYA |     |     |     |     |     |     |     |
| 1974   | Gelo Racing           | Porsche Carrera RSR          |     |     |     |     |     | 11  | 8   |     | 6   |     |     |     |     |     |     |     |     |
| 1975   | Gelo Racing           | Gulf GR7 Porsche Carrera RSR | DAY | MUG | DIJ | MON | SPA | PER | NÜR | ZEL | WAT |     |     |     |     |     |     |     |     |
| 1975   | Gelo Racing           | Gulf GR7 Porsche Carrera RSR |     | DNF |     | 20  | 9   |     | 2   |     |     |     |     |     |     |     |     |     |     |
| 1976   | Gelo Racing           | Porsche 934                  | MUG | VAL | NÜR | MON | SIL | IMO | NÜR | ZEL | PER | WAT | MOS | DIJ | DIJ | SAL |     |     |     |
| 1976   | Gelo Racing           | Porsche 934                  | 6   |     | 7   |     |     |     | 2   |     |     |     |     |     |     |     |     |     |     |
| 1977   | Gelo Racing           | Porsche 935                  | DAY | MUG | DIJ | MON | SIL | NÜR | VAL | PER | WAT | EST | LEC | MOS | IMO | SAL | BRH | HOK | VAL |
| 1977   | Gelo Racing           | Porsche 935                  |     |     |     |     | DNF | 1   |     |     |     |     |     |     |     |     |     | 11  |     |